# Spetsbladig porslinsblomma
Spetsbladig porslinsblomma (Hoya lanceolata) är en art i familjen oleanderväxter från Himalaya till Bangladesh och norra Myanmar.
Arten är en epifytisk halvbuske eller buske med hängande, ludna grenar. Bladen är lansettlika till äggrunda eller prismaformade. Blommorna sitter 3-10 i en falsk hängande flock, de är sött doftande. Kronan är vit, utbredd, upp till 1,8 cm i diameter. Bikronan är rosa till purpurröd. Frukten är en 12-15 cm lång kapsel.

## Underarter
Två underarter urskiljs:
- subsp. lanceolata - har slappt hängande grenar som kan bli 100 cm långa. Bladen är många, lansettlika till smalt prismaformade, 2-5 cm långa, gröna, de blir gula av stark solljus. Bladbasen är smalt rundad eller utdraget avsmalnande. Blommorna sitter 3-7 tillsammans och blir upp till 1,3 cm i diameter. Bikronan har trinda flikar.
- Liten porslinsblomma (subsp. bella) - har hängande, men bågformade styva grenar som kan bli 45 cm långa. Bladen är lansettlikt äggrunda till utdraget prismaformade med tydlig mittnerv, mörkt gröna med ljusare undersida, de blir röda av starkt solljus. Bladbasen är rundad. Blommorna sitter 8-9 tillsammans, de blir upp till 1,8 cm i diameter. Bikronan har båtlika flikar.

## Sorter
Det förekommer några sorter av liten porslinsblomma i kultur:
- 'Krinkle Kurl' - har förvridna, skruvade och invikta blad.
- 'Luis Bois' (syn. 'Variegata') - har gulgröna blad med mörkgröna kanter.
- 'Paxtonii' - har större, prismaformade blad som är vågiga i kanten, men mindre blomställning.
- 'Wee Bella' - har mycket mindre blad.

## Synonymer
subsp. lanceolata
- Hoya sikkimensis fel använt

subsp. bella (Hook.) D.H.Kent
- Hoya bella Hook.
- Hoya bella var. paxtonii nom. inval. = 'Paxtonii'
- Hoya paxtonii Williams = 'Paxtonii'